# بزدیکوف (ناحیه هاولیتشکوف برود)
بزدیکوف (به چکی: Bezděkov) یک منطقهٔ مسکونی در جمهوری چک است که در ناحیه هاولیتشکوف برود واقع شده‌است. بزدیکوف ۵٫۳۵ کیلومتر مربع مساحت و ۲۴۲ نفر جمعیت دارد و ۴۳۳ متر بالاتر از سطح دریا واقع شده‌است.